# یواس‌اس فیرنات (۱۸۶۱)
یواس‌اس فیرنات (۱۸۶۱) (به انگلیسی: USS Fearnot (1861)) یک کشتی بود که طول آن ۱۷۸ فوت (۵۴ متر) بود. این کشتی در سال ۱۸۶۱ ساخته شد.